# Київська Академія
Ки́ївська Акаде́мія або, рідше, Київські Академії — освітній і філософський, науковий, викладацький і дослідницький, академічний простір і відповідна академічна спільнота, також однойменний найстаріший вищий навчальний заклад в Східній Європі, на Сході Заходу Старого Материка (Євразії) й один з найстаріших вищих навчальних закладів у Всесвіті Божому, на Землі Піднебесній, заснований близько 1037 р. в часи правління на Старій, Святій, Київській Русі (старо)руського і отже українського, на той час вже християнського великого князя Ярослава Мудрого, у хрещенні Георгія за зразком і як філіал Християнської, Церковної і Царської Академії в Константинополі, Царгороді, столиці тогочасного Грецького царства, Візантії, основного спадкоємця «єдиного і неділимого» Римського, Християнського царства часів правління Царя Феодосія, з яким також пов’язують історію навернення словен у християнство.
Покровителькою Київської Академії від початку її заснування вважався Сам Господь Бог, Христос у Троїці славний, точніше Софія, Премудрість Божа, що знайшло відображення в т.ч. в будівництві храмів на її честь у найбільших городах Русі.
Школи і філіали шкіл Київської Академії багато років були центрами богослів’я, філософії, науки та освіти на навколишніх землях, випускники шкіл і співробітники установ Київської Академії приймали активну участь у розвитку країни і регіону, держави, суспільства і господарства як (старо)руського, київського і українського так і європейського, російського тощо. 
Фактично всю сукупність вищих навчальних закладів і шкіл сучасних України можна вважати духовними спадкоємцями цієї Академії, через пряму спадкоємність вчителів і викладачів, а також створених ними духовних і наукових шкіл.

## Минуле

### Передісторія
Про зародження книжної освіти на українських землях (землях Скіфії) можна говорити з перших віків християнської ери, можливо навіть з часів, коли тут за стародавніми церковними переказами проповідував сам апостол Андрій, передаючи таким чином з точки зору християн, мудрість безпосередньо від самого Всевишнього. В будь-якому випадку з III ст. ці землі входять до складу Скіфської єпархії Вселенської Християнської Церкви, з тих часів існують згадки про участь монахів-скіфів у Вселенських Соборах, їх обізнаність у питаннях богослов'я і відстоювання ними православної віри. Але складне суспільне життя регіону, постійні переселення народів і нашестя все нових і нових завойовників тривалий час (майже 1000 років з часу народження Христа) не давали змоги організувати вищий навчальний заклад, діючий на постійній основі. Зміни в цьому напрямі почалися лише після утворення на цих землях Великого князівства Руського з центром у Києві і прийняття ним християнства як офіційної державної релігії.

### Формальне заснування
Академія була заснована князем Ярославом Мудрим, сином Володимира Великого. Як пише автор «Історії Русів»: 
«Ярослав Володимирович, який поширив і утвердив Християнство, уложив через обраних мужів Руські закони, заснував у Києві головну школу Богослов'я та інших красних наук з багатою, із Греції виписаною, бібліотекою»
.
Після розпаду Київської Русі і входження її земель до складу Татарського царства (Золотої Орди) і Литви (Великого Князівства Литовського, Руського та Жемайтійського) Академія офіційно припинила своє існування, а неофіційно, за словами автора Історії Русів, перейшла на нелегальне становище і переховувалася «по монастирях та печерах».

### Відродження життя Академії приПетрі Могилі
У 1632 році Академія була відновлена митрополитом Петром Могилою за допомоги членів Київського православного братства, до якого зокрема входили тодішній гетьман Петро Сагайдачний з Військом Запорізьким Низовим, як Київська (Києво-Могилянська) Колегія. За словами автора «Історії Русів», гетьман Сагайдачний: 
«спорудив Братський Київський монастир на Подолі під розпорядженням того ж Наказного Гетьмана Петра Жицького, яко в архітектурі тямущого; надав тому монастиреві заможні села і поновив у ньому з допомогою Митрополита Київського Петра Могили стародавню Київську Академію, засновану з часів останнього хрещення Русі, але від нашестя на Русь Татар приховану по різних монастирях і пещерах».

Варто зауважити, що ніхто за життя Петра Могили не називав колегію (академію) «Могилянською», ні польські королі, ні московські царі. Це сталося вже понад двадцять років після його смерті. Вперше цю назву знаходимо в грамоті короля Михаїла Корибута Вишневецького (внучатого племінника Могили, онука Раїни Могилянки) в 1670 році: 
«Ми нашою королівською владою дозволили, після такого тяжкого руйнування і спустошення, відновити помянуту Києво-Могилянську колегію і в ній школи»
.
Києво-Могилянська Академія була закрита владою Російської імперії у 1817 році, за деякими даними, з політичних міркувань, щоб послабити духовний вплив Києва на життя всієї імперії. Натомість у 1819 році в приміщеннях Києво-Могилянської академії почала діяти Київська духовна академія, закрита в 1919 р. радянською владою, але яка неофіційно діяла до середини 20-х рр.
Докладніше див. Києво-Могилянська Академія